# Biesterbrug

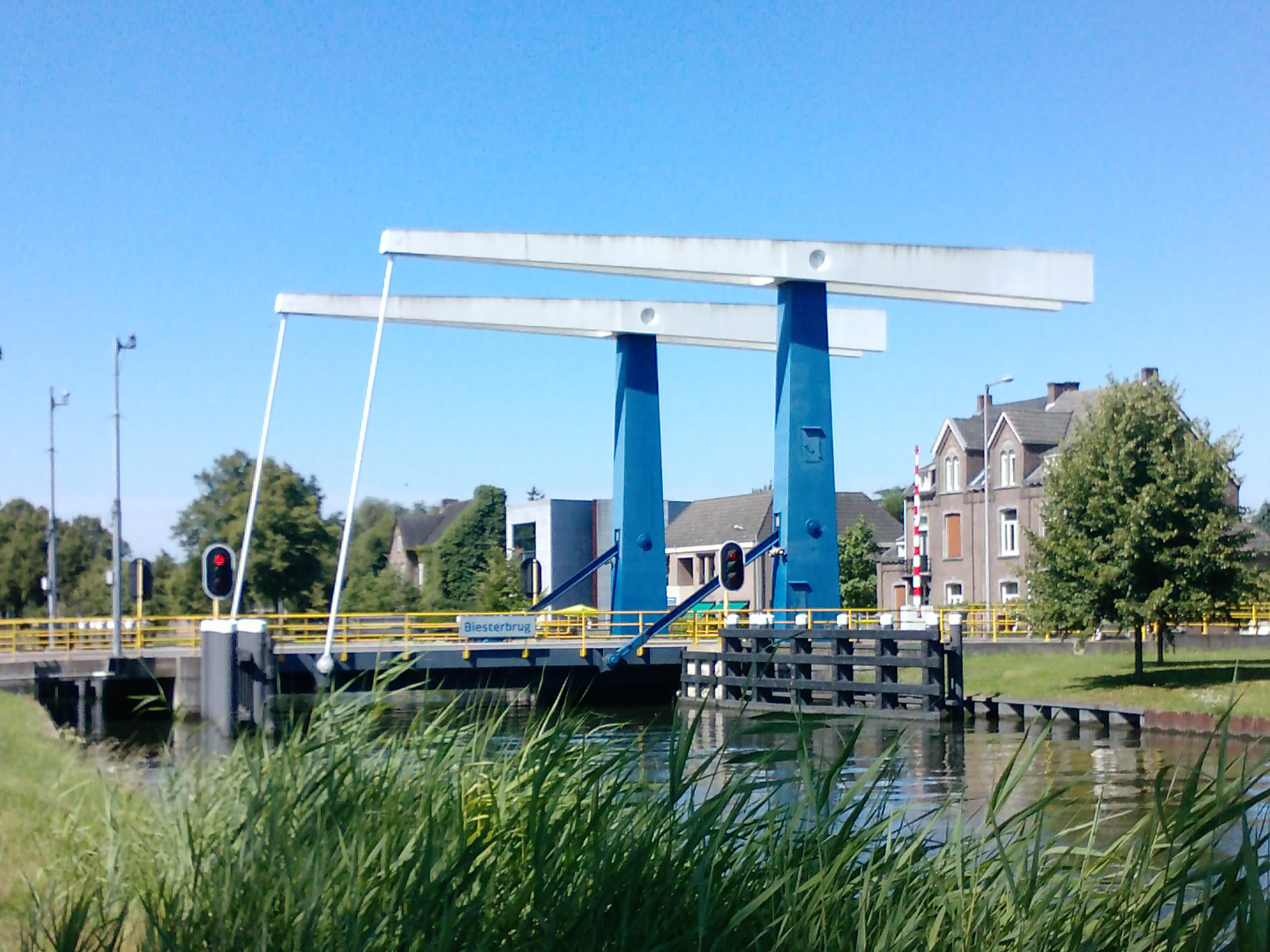
De Biesterbrug

De Biesterbrug in Weert (Limburgs: Beesterbrök) is een brug over de Zuid-Willemsvaart in Weert. De brug is gelegen nabij het stadscentrum en vormt de verbinding tussen de wijken Biest en Molenakker. Even verderop ligt de belangrijkere Stadsbrug. De Biesterbrug is vernoemd naar de weg de Biest die tussen de brug en het Weerter stadscentrum loopt, en de gelijknamige omliggende wijk.
Voor de bouw van de wijk Molenakker aan het einde van de 20e eeuw liep via de brug een ononderbroken verbinding tussen het kerkdorp Laar en het Weerter stadscentrum. Na de bouw van Molenakker is deze doorgaande functie vervallen.
De huidige modern vormgegeven ophaalbrug is gebouwd in 1997 ter verving van een oude gietijzeren brug van hetzelfde type. De nieuwe brug is op dezelfde plek gebouwd als de oude.